# Con'o Vasilev
Con'o Dimitrov Vasilev (in bulgaro Цоньо Димитров Василев?, traslitterazione anglosassone: Tsonyo Vasilev; Tărgovište, 7 gennaio 1952 – Šumen, 2 giugno 2015) è stato un calciatore bulgaro, di ruolo difensore.

## Palmarès

### Club

#### Competizioni nazionali
- Campionato bulgaro: 4

CSKA Sofia: 1974-1975, 1975-1976, 1979-1980, 1980-1981
- Coppa di Bulgaria: 2

CSKA Sofia: 1973, 1974